# 9034 Oleyuria
A 9034 Oleyuria (ideiglenes jelöléssel 1990 QZ17) a Naprendszer kisbolygóövében található aszteroida. Ljudmila Vasziljevna Zsuravljova fedezte fel 1990. augusztus 26-án.